# Letter from Secret
Letter from Secret è il quarto EP del gruppo musicale sudcoreano Secret, pubblicato nel 2013 dall'etichetta discografica TS Entertainment.

## Il disco
Le Secret pubblicarono il teaser per l'EP il 25 aprile 2013. L'EP completo fu pubblicato il 30 aprile, insieme al video musicale di "YooHoo", girato a Saipan. Il brano "YooHoo" fu utilizzato come traccia promozionale nelle loro performance nei programmi M! Countdown, Music Bank, Show! Music Core e Inkigayo. In poche ore, "YooHoo" raggiunse la vetta di classifiche musicali in tempo reale come Mnet, Bugs, Olleh, Naver, Daum e Soribada.
"YooHoo" è stata poi riscritta in giapponese e pubblicata nel singolo omonimo il 23 luglio 2014, in Giappone.

## Tracce
1. YooHoo – 3:20 (Kang Jiwon, Kim Kibum)
2. Daddy Long Legs (키다리 아저씨) – 3:12 (testo: Hana, Park Soo Suk, INOO – musica: Park Soo Suk, Yoo Young Min)
3. ONLY U – 3:47 (testo: Hana, Jun Da Woon, MARCO – musica: Jun Da Woon, MARCO)
4. B.O.Y (Because of You) – 4:05 (Park Soo Suk, INOO)

Durata totale: 14:24

## Certificazioni
Corea del Sud
(vendite: 8 532+)

## Formazione
- Hyoseong – voce
- Hana – rapper, voce
- Jieun – voce
- Sunhwa – voce